# Grayson Rodriguez
Grayson Rodriguez (Houston, Texas, 16 de noviembre de 1999) es un jugador profesional estadounidense de béisbol que se desempeña en la posición de lanzador en Baltimore Orioles, equipo de las Grandes Ligas de Béisbol (MLB).

## Carrera
Fue seleccionado en la primera ronda en el Draft de la MLB de 2018. En 2023 hizo su debut profesional con el equipo Baltimore Orioles, donde lleva jugando dos temporadas.